# Shellac
Shellac é uma banda de rock formada em Chicago, Illinois no ano de 1992 por  Steve Albini (guitarras e vocal), Bob Weston (baixo, guitarra e vocal) e Todd Trainer (bateria). A banda já foi rotulada de noise rock e math rock.

## Discografia
Álbuns:
- At Action Park (1994, Touch and Go)
- Terraform (1998, Touch and Go)
- 1000 Hurts (2000, Touch and Go)
- Excellent Italian Greyhound (2007, Touch and Go)
- Dude Incredible (2014, Touch and Go)

Singles/EP:
- The Rude Gesture: A Pictorial History 7" (1993, Touch and Go)
- Uranus 7" (1993, Touch and Go)
- The Bird is the Most Popular Finger 7" (1994, Drag City)
- Billiardspielerlied / Mantel 7" (1995, Überschall Records)
- Agostino 7"  (2001, Barbaraal, Split c/ o Caesar)
- 95 Jailbreak na compilação Sides 1-4 em 7" (1995, Skin Graft)
- The Rambler Song 7" (1997, Touch and Go, Split with Mule)

Outros:
- Live in Tokyo (1994, Nux)
- The Futurist/Movement LP (1997, lançamento limitado)
- Copper Song na compilação Ground Rule Double (1995, Actionboy / Divot Records)

## Bandas relacionadas
- Big Black
- Brick Layer Cake
- Rapeman
- Mission of Burma
- Volcano Suns